# Edmund Mikulaszek

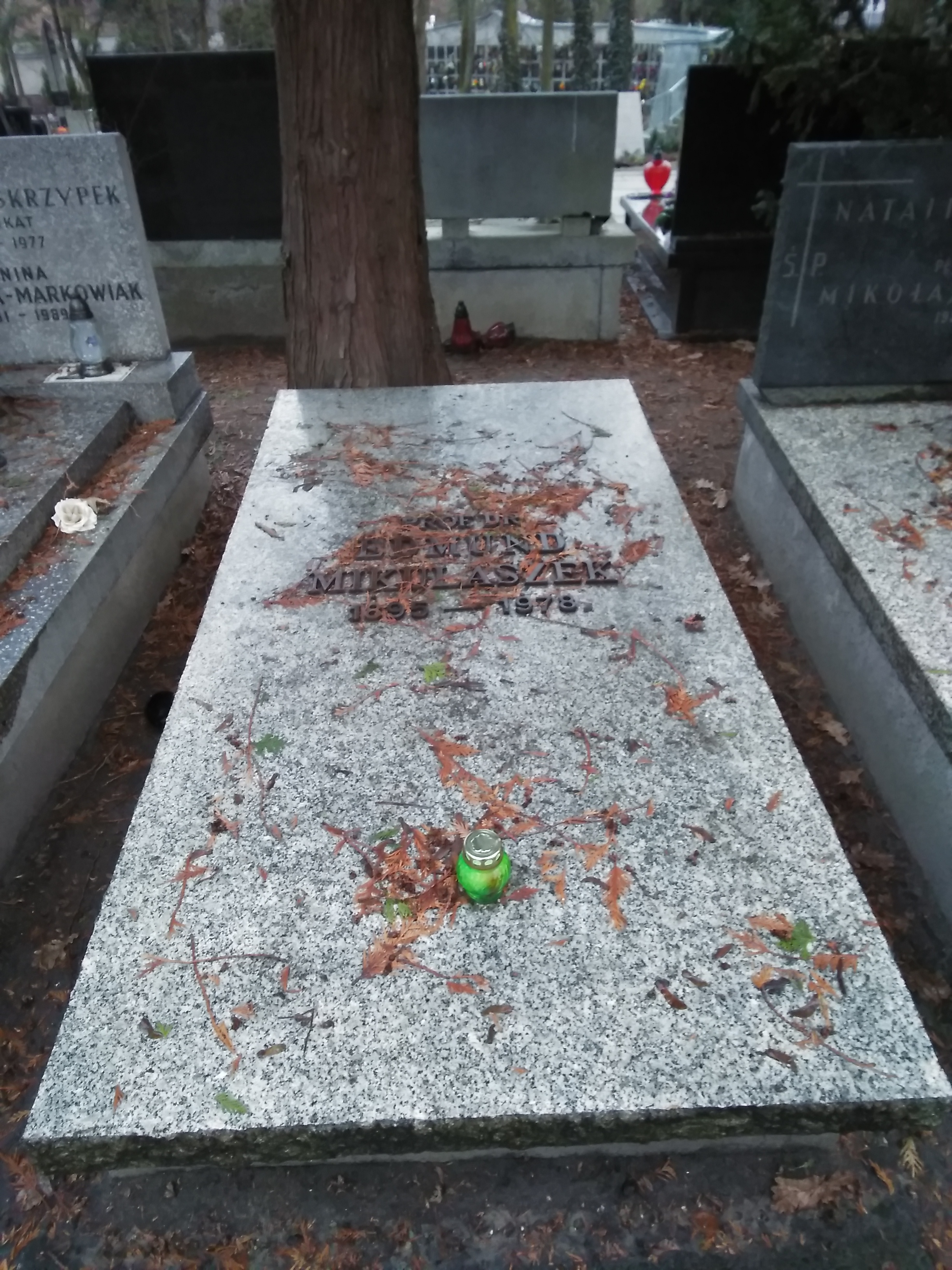
Grób Edmunda Mikulaszka na cmentarzu Wojskowym na Powązkach

Edmund Juliusz Mikulaszek (ur. 21 września 1895 we Lwowie, zm. 21 sierpnia 1978 w Warszawie) – polski mikrobiolog. 

## Życiorys
Studiował na Uniwersytecie Lwowskim. W 1935 został docentem mikrobiologii i serologii UJK. Na Wydziale Inżynierii lądowej i wodnej Politechniki Lwowskiej, w roku akademickim 1939/40 wykładał znaczenie bakteriologii i epidemiologii w zawodzie inżyniera. Od 1944 był profesorem mikrobiologii w Instytucie Weterynaryjnym we Lwowie, kierownikiem Katedry Mikrobiologii. W listopadzie 1944 ochotniczo wstąpił do Ludowego Wojska Polskiego. 17 stycznia 1945 objął kierownictwo Sanitarno-Epidemiologicznego Laboratorium Frontu WP nr 9 w Lublinie. W grudniu 1946 płk prof. dr n. med. Edmund Mikulaszek został zdemobilizowany, w związku z objęciem kierownictwa Zakładu Mikrobiologii Wydziału Lekarskiego Uniwersytetu Warszawskiego. Do 1950 był profesorem mikrobiologii lekarskiej, następnie związany zawodowo z warszawską Akademią Medyczną. Od 1952 był członkiem korespondentem, od 1956 członkiem rzeczywistym Polskiej Akademii Nauk. Równocześnie w latach 1959–1960 był profesorem mikrobiologii w Instytucie Antybiotyków, od 1960 jako profesor biochemii drobnoustrojów pracował w Instytucie Biochemii i Biofizyki PAN. W 1965 zakończył pracę wykładowcy na Akademii Medycznej, a w 1971 został profesorem biochemii komórki w Instytucie Biologii Doświadczalnej PAN, pracował tam do przejścia na emeryturę w 1976. Jako pierwszy w Polsce nadał kierunek immunochemicznym badaniom z mikrobiologii (praca pt. Immunologicznie czynne wielocukrówce) za co w 1955 otrzymał Nagrodę Państwową I stopnia. 13 stycznia 1955 został odznaczony Medalem 10-lecia Polski Ludowej. 
Zmarł w Warszawie, pochowany na cmentarzu Wojskowym na Powązkach (kwatera C11-2-8). 

## Najważniejsze prace
- Podstawy imunochemii (1948).
- Chemia zjawisk odpornościowych (1958).
- Immunochemia cukrowców i wielocukrowców (1961).

## Członkostwo
- Polska Akademia Umiejętności, od 1948 członek korespondent
- Towarzystwo Naukowe Warszawskie, od 1948 członek korespondent, od 1951 członek zwyczajny
- Polska Akademia Nauk, od 1952 członek korespondencyjny, od 1960 członek rzeczywisty
- Deutsche Akademie der Naturforscher Leopoldina, od 1967 członek[10]